# Bosanski Dubočac
Bosanski Dubočac je naseljeno mjesto u sastavu Grada Dervente, Republika Srpska, BiH.

## Zemljopisni položaj
Nalazi se na desnoj obali rijeke Save. Nasuprot Bosanskog, u Republici Hrvatskoj, nalazi se Slavonski Dubočac. Mjesna zajednica Bosanski Dubočac obuhvaća dva naselja: Bosanski Dubočac i Pjevalovac.

## Stanovništvo
| Bosanski Dubočac   |              |              |              |              |
| godina popisa      | 2013.        | 1991.        | 1981.        | 1971.        |
| Muslimani          | 169 (84,08%) | 306 (55,03%) | 342 (57,67%) | 352 (56,86%) |
| Hrvati             | 21 (10,45%)  | 195 (35,07%) | 216 (36,42%) | 256 (41,35%) |
| Srbi               | 5 (2,48%)    | 2 (0,35%)    | 5 (0,84%)    | 3 (0,48%)    |
| Jugoslaveni        | 1 (0,49%)    | 44 (7,91%)   | 27 (4,55%)   | 6 (0,96%)    |
| ostali i nepoznato | 5 (2,48%)    | 9 (1,61%)    | 3 (0,50%)    | 2 (0,32%)    |
| ukupno             | 201          | 556          | 593          | 619          |

## Poznate osobe
- Pejo Trgovčević, hrvatski političar i teolog.